# Davis Drewiske
Davis Anthony Drewiske, född 22 november 1984 i Hudson, Wisconsin, är en amerikansk professionell ishockeyspelare som spelar för ishockeylaget Philadelphia Flyers i NHL. Han har tidigare representerat Los Angeles Kings och Montreal Canadiens.

## Statistik
USHL = United States Hockey League, WCHA = Western Collegiate Hockey Association

### Klubbkarriär
| 2003–04    | Des Moines Buccaneers   | USHL       | 60  | 4 | 19 | 23 | 63 | 3 | 0 | 0 | 0 | 4 |
| 2004–05    | University of Wisconsin | WCHA       | 34  | 1 | 5  | 6  | 20 | — | — | — | — | — |
| 2005–06    | University of Wisconsin | WCHA       | 37  | 2 | 2  | 4  | 24 | — | — | — | — | — |
| 2006–07    | University of Wisconsin | WCHA       | 41  | 4 | 6  | 10 | 46 | — | — | — | — | — |
| 2007–08    | University of Wisconsin | WCHA       | 40  | 5 | 16 | 21 | 46 | — | — | — | — | — |
| 2007–08    | Manchester Monarchs     | AHL        | 5   | 0 | 0  | 0  | 6  | 4 | 0 | 1 | 1 | 6 |
| 2008–09    | Manchester Monarchs     | AHL        | 61  | 1 | 13 | 14 | 95 | — | — | — | — | — |
| 2008–09    | Los Angeles Kings       | NHL        | 17  | 0 | 3  | 3  | 18 | — | — | — | — | — |
| 2009–10    | Los Angeles Kings       | NHL        | 42  | 1 | 7  | 8  | 14 | — | — | — | — | — |
| 2010–11    | Los Angeles Kings       | NHL        | 38  | 0 | 5  | 5  | 19 | — | — | — | — | — |
| 2011–12    | Los Angeles Kings       | NHL        | 9   | 2 | 0  | 2  | 2  | — | — | — | — | — |
| NHL totalt | NHL totalt              | NHL totalt | 106 | 3 | 15 | 18 | 53 | — | — | — | — | — |